# Bantamgewicht
Das Bantamgewicht ist eine Gewichtsklasse beim Boxen, Ringen und Gewichtheben.
Sie liegt beim Boxen und Ringen zwischen dem Fliegengewicht und dem Federgewicht, beim Gewichtheben ist es die leichteste Klasse unter dem Federgewicht.

## Grenzmaße
Die Gewichtsgrenzen des Bantamgewichtes liegen bei:
Profiboxen
Frauen: von 115 lbs bis 118 lbs (52,163 kg bis 53,525 kg)
Männer: von 115 lbs bis 118 lbs (52,163 kg bis 53,525 kg)
Olympisches Boxen (AIBA)
Jugend weibl.: über 50 kg bis 54 kg
Jugend männl.: über 52 kg bis 56 kg
Frauen: über 51 kg bis 57 kg
Männer: über 52 kg bis 53 kg
Ringen
Frauen: über 48 kg bis 51 kg
Männer: über 55 kg bis 60 kg
Gewichtheben
Frauen: bis 48 kg
Männer bis 56 kg

## Name
Der Name leitet sich vom Bantamhuhn ab, einer Zwerghuhnrasse, die wiederum ihren Namen vermutlich von einer früher so genannten indonesischen Provinz oder darin liegenden, gleichnamigen Stadt erhielt.

## Geschichte
Im Boxen wurde der erste Titelkampf nach den Queensberry-Regeln, die erstmals explizit Handschuhe vorsahen, im Bantamgewicht im Jahr 1889 zwischen Chappie Moran und  Tommy Kelly ausgetragen.

## Beachtenswerte Bantamgewichtler
- Panama Al Brown
- Fighting Harada
- Éder Jofre
- Jonas Matheus
- Rubén Olivares
- Johnny Owen
- Lionel Rose
- Ronda Rousey
- Alfonso Zamora
- Naoya Inoue